# Cantando pro Santo
Cantando pro Santo é uma canção do rapper Sabotage com participações de Chorão da banda de Rock Charlie Brown Jr

## Canção
A canção é mesmo do álbum Rap é Compromisso.